# 1942 في المملكة المتحدة
فيما يلي قوائم الأحداث التي وقعت خلال عام 1942 في المملكة المتحدة.

## سياسة

### تعيين في المنصب
- 15 فبراير – كليمنت أتلي Secretary of State for Dominion Affairs [الإنجليزية]‏،نائب رئيس وزراء المملكة المتحدة [الإنجليزية]‏.

### انتهاء فترة المنصب
- 15 فبراير – كليمنت أتلي اللورد أمين الختم الكنيف [الإنجليزية]‏.

## أفلام
من الأفلام التي صدرت هذه السنة في المملكة المتحدة:
- 1 يناير – فيما نخدم من إخراج نويل كوارد، ديفيد لين.
- 1 يناير – كتاب الأدغال من إخراج Zoltan Korda [الإنجليزية]‏.

## كتب
من الكتب التي صدرت هذه السنة في المملكة المتحدة:
- 1 يناير – الإصبع المتحرك من تأليف أجاثا كريستي.
- 1 يناير – جثة في المكتبة من تأليف أجاثا كريستي.
- 1 يناير – خمسة خنازير صغيرة من تأليف أجاثا كريستي.
- 1 يناير – فن الرؤية من تأليف ألدوس هكسلي.

## مواليد

### يناير
- 1 يناير – ألبرت واتسون مصور من المملكة المتحدة.
- 1 يناير – براندون كارتر فيزيائي أسترالي.
- 1 يناير – جان بيكون عالِمة حاسوب من المملكة المتحدة.
- 1 يناير – ريتشارد سمبسون
- 1 يناير – فريدي شيبارد رجل أعمال من المملكة المتحدة.
- 5 يناير – تشارلي أيتكين لاعب كرة قدم اسكتلندي.
- 8 يناير – ستيفن هوكينج عالم كون وفيزياء نظرية ومؤلف بريطاني.
- 9 يناير – ستيوارت غراهام متسابق دراجات نارية من المملكة المتحدة.
- 13 يناير – كارول كليفلاند
- 19 يناير – مايكل كروفورد
- 29 يناير – فيك أندريتي
- 31 يناير – ديريك جرمان

### فبراير
- 1 فبراير – تيري جونز
- 5 فبراير – سوزان هيل مؤلفة إنجليزية.
- 10 فبراير – جون كلارك فيزيائي بريطاني.
- 14 فبراير – ألبرت هولمز لاعب كرة قدم إنجليزي.
- 19 فبراير – هاورد سترينجر
- 21 فبراير – دان ماكينزي جيولوجي من المملكة المتحدة.

### مارس
- 1 مارس – ديف وليامز لاعب كرة قدم ويلزي.
- 7 مارس – رالف برينس
- 9 مارس – جون كيل وهو مغني وملحن و كاتب أغاني ويلزي ولد.
- 14 مارس – بيتر غالتون
- 14 مارس – ريتا توشينغهام
- 25 مارس – ريتشارد أوبراين ممثل إنجليزي.
- 27 مارس – جون سالستون أحيائي وعالم وراثة بريطاني.
- 27 مارس – مايكل يورك ممثل إنجليزي.
- 28 مارس – مايك نيويل
- 28 مارس – نيل كينوك سياسي بريطاني.

### أبريل
- 5 أبريل – بيتر جريناواي مخرج أفلام بريطاني.
- 10 أبريل – إيان كالاهان لاعب كرة قدم إنجليزي.
- 17 أبريل – ديفيد برادلي ممثل بريطاني.
- 19 أبريل – ألان برايس
- 22 أبريل – كينيث بجلي

### مايو
- 8 مايو – تيري نيل
- 12 مايو – ايان ديوري
- 13 مايو – جيف أستول لاعب كرة قدم إنجليزي.
- 18 مايو – نوبي ستايلس لاعب كرة قدم إنجليزي.
- 24 مايو – فريزر ستودارت كيميائي بريطاني-أمريكي اشتهر بأبحاثه في مجال كيمياء الجزيئات الضخمة.
- 25 مايو – رون ديفيز لاعب كرة قدم ويلزي.
- 27 مايو – بيرز كاريج

### يونيو
- 2 يونيو – توني بوزان بَريطانِيِّ نفساني.
- 13 يونيو – جيمي وايت لاعب كرة قدم إنجليزي.
- 18 يونيو – بول مكارتني
- 23 يونيو – مارتن ريس
- 24 يونيو – كولن غروفز
- 28 يونيو – روبيرت شيلدرايك

### يوليو
- 4 يوليو – مايكل أمير كينت عسكري من المملكة المتحدة.
- 13 يوليو – أندرو لين عالم فلك بريطاني.
- 21 يوليو – إيان وود
- 23 يوليو – بوب ووكر لاعب كرة قدم من المملكة المتحدة.
- 23 يوليو – مايرا هيندلي مجرمة من المملكة المتحدة.

### أغسطس
- 14 أغسطس – جاكي أوليفر
- 27 أغسطس – بيل آيفي

### سبتمبر
- 18 سبتمبر – أليكس ستيبني لاعب كرة قدم إنجليزي.
- 29 سبتمبر – إيان ماكشين

### أكتوبر
- 1 أكتوبر – بيتر بودينجتون
- 1 أكتوبر – جيمي أندرسون
- 13 أكتوبر – والتر مكجوان ملاكم من المملكة المتحدة.
- 21 أكتوبر – توماس كافلييه سميث
- 23 أكتوبر – أنيتا روديك
- 26 أكتوبر – بوب هوسكينز ممثل إنجليزي.
- 27 أكتوبر – فيل تشيسنال لاعب كرة قدم إنجليزي.

### نوفمبر
- 7 نوفمبر – جان شريمبتون
- 27 نوفمبر – بيتر تومبسون لاعب كرة قدم إنجليزي.

### ديسمبر
- 5 ديسمبر – كريستوفر فرانك مخرج أفلام فرنسي.
- 9 ديسمبر – بيلي بريمنير
- 15 ديسمبر – مايك سمربي
- 23 ديسمبر – جون بنسون
- 24 ديسمبر – ديف ويلسون لاعب كرة قدم من المملكة المتحدة.
- 28 ديسمبر – ألان هاريس لاعب كرة قدم من المملكة المتحدة.

## وفيات

### يناير
- 1 يناير – ابراهام جونز (مواليد 1875) لاعب كرة قدم إنجليزي.
- 1 يناير – جورج سوليفان (مواليد 1890)
- 16 يناير – الأمير آرثر دوق كونوت وستراذرن (مواليد 1850) عسكري من المملكة المتحدة.

### فبراير
- 10 فبراير – ديمتريوس بيتروكوكينوس (مواليد 1878) لاعب كرة مضرب يوناني.

### مارس
- 12 مارس – ويليام هنري براغ (مواليد 1862)

### أبريل
- 17 أبريل – سام هوليس (مواليد 1866)

### مايو
- 19 مايو – جوزيف لارمور (مواليد 1857)
- 23 مايو – تشارلز روبرت أشبي (مواليد 1863)

### يوليو
- 18 يوليو – جورج ساذرلاند (مواليد 1862) سياسي أمريكي.
- 28 يوليو – فلندرز بيتري (مواليد 1853)

### أغسطس
- 25 أغسطس – جورج دوق كينت (مواليد 1902) عسكري من المملكة المتحدة.

### نوفمبر
- 1 نوفمبر – جورج ديفيز (مواليد 1900) لاعب كرة قدم من المملكة المتحدة.
- 20 نوفمبر – جاك غرينويل (مواليد 1884) لاعب ومدرب كرة قدم إنجليزي.